# Гида Эйриксдоттир
Гида Эйриксдоттир из Хордаланна (норв. Gyða Eiríksdóttir) — полулегендарная норвежская королева, жена Харальда I Прекрасноволосого. Она действует в «Круге Земном» Снорри Стурлусона («Сага о Харальде Прекрасноволосом»).

## Биография
Гида родилась около 852 года в Хордаланне. Она была дочерью Эйрика, короля Хордаланна, одного из мелких правителей раздробленной Норвегии. Легенда о Гиде описывает объединение страны как часть её истории любви с Харальдом I Прекрасноволосым. Последний, правивший тогда мелким королевством Вестфолл, предложил Гиде выйти за него замуж. Она ответила, что не станет его женой, пока Харальд «не станет королем всей Норвегии». Поэтому Харальд поклялся не обрезать и не расчесывать волосы, пока не станет единственным королём Норвегии. Десять лет спустя, в 872 году, Харальд стал королём объединённой Норвегии. Он обрезал волосы, после чего сменил эпитет «Косматый» на «Прекрасноволосый». Он послал за Гидой, напомнив ей о её обещании, и они поженились.
Большинство современных историков считают эту историю правдивым примером рыцарского романа, которые были популярны в то время, когда был написан «Круг Земной» (XIII век).

## Дети
- Алов Краса Года[англ.], жена ярла Торира Молчаливого и бабка Эйвинда Погубителя Скальдов;
- Хрёрек;
- Сигтрюгг;
- Фроди;
- Торгисль (Снорри Стурлусон отождествил его с Тургейсом ирландской истории).